# 仮面ライダー 正義の系譜
『仮面ライダー 正義の系譜』（かめんライダー せいぎのけいふ）は、2003年11月27日にバンプレストから発売された3Dアクションアドベンチャーゲーム。

## 作品概要
本作は仮面ライダーシリーズ（『仮面ライダー』・『仮面ライダーV3』・『仮面ライダーBLACK』・『仮面ライダーアギト』）の仮面ライダーたちが時代を超えて一堂に会するシネマティックバトルアドベンチャーとして製作されている。プレイヤーは各時代のライダーを操作して怪人を倒し、次々と浮かび上がる謎を解き明かしていくこととなる。
変身シーンのほかライダーキックなどの必殺技も原作を忠実に再現しており、操作できるライダーや怪人たちの声も実際に彼らを演じた俳優本人が演じている（操作できないライダーや、故人が担当していた怪人の声は別人が演じている）。ナレーションには初代『仮面ライダー』から『10号誕生!仮面ライダー全員集合!!』までを担当してきた中江真司が起用され、中江がナレーションを担当した最後の仮面ライダー作品となった。
本来の設定では他の作品とは世界観の異なっているはずの『仮面ライダーアギト』が、本作品では昭和仮面ライダーシリーズから地続きの未来となる世界観として統合されている。登場する怪人はショッカーやゲルショッカーの怪人だけである。
ジェネレーションザッピングシステムが採用されており、1つの時代で発生したことが他の時代にも同様に発生する。異なる時空に存在するものが1つに繋がってしまった発電所を舞台に、各時代でそれぞれライダーを操作して謎を解くことにより、最終的に邪眼を倒すことに繋がっていく。1つの時代や1人のライダーだけではゲームを進めることはできず、各ライダーが協力して謎や仕掛けを解くことが必要である。
ストーリーの節目で操作するライダーが切り替わる際には、その時に操作していたライダー作品のアイキャッチが忠実に挿入される。
予約特典は1号のベルトメタルウォッチ（腕時計）。

## ストーリー
山奥の発電所に蠢く邪悪な力と怪人たち。その気配を感じ取った仮面ライダーたちは、それぞれの時代で怪人軍団の計画を阻止すべく立ち向かう。

## 登場キャラクター

### 仮面ライダー
ここでは便宜上シャドームーンも扱う。※のあるものは本作品で操作可能の仮面ライダーである。
「声」の★マークは原典と同じキャストが演じているキャラクター
仮面ライダー1号 / 本郷猛 ※
声 - 藤岡弘、★
1972年11月、ゲルショッカーとの激闘を続ける中、蘇ったドクガンダーを追って稼動して間もない地熱発電所を訪れた。
本編ではゾル大佐の指揮による「ビールスガス」を使用した「人口生産計画」を阻止するために邪眼の甦らせたゾル大佐のショッカー軍団に立ち向かう。
未来のライダーたちと通信したことにより、後輩の風見がライダーになったことを知る。
2周目からは桜島1号が使用可能。桜島1号を選択した場合はそれに伴い第4章の出だしは「1972年1月・死神博士の出現から後日」という設定になる。
仮面ライダー2号 / 一文字隼人 ※
声 - 佐々木剛★
本郷と同じく1972年11月、ゾル大佐の罠にかかり行動不能に陥った本郷を助けに登場。
本郷の代わりに一時的に使用可能となる。各時代に登場する助っ人ライダーの中で、唯一使用可能なライダーである。彼も成長し技も変化する。
2周目のスタートで桜島1号を選んだ場合、それに伴い旧2号になる。
仮面ライダーV3 / 風見志郎 ※
声 - 宮内洋★
1974年1月、ヨロイ元帥が指揮するデストロンとの激闘を続ける中、不穏な気配を感じて人気のない地熱発電所を訪れた。
本編では死神博士による「戦闘員改造計画」からの情勢悪化を阻止するために邪眼の甦らせた死神博士のショッカー軍団に立ち向かう。
ライダーマン / 結城丈二
声 - 滝下毅
志郎と同じく1974年1月、一人で事件解決のために奔走する。事件の発端となった田所博士と親交がある。
仮面ライダーBLACK / 南光太郎 ※
声 - 倉田てつを★
1988年8月、宿敵シャドームーンの出現によりゴルゴムとの激闘を続けて2ヶ月後、悪の気配を察知し稼動を止めた地熱発電所を訪れた。
ブラック将軍の指揮による「人間溶解ガス大量生産計画」を阻止するために邪眼の甦らせたブラック将軍のゲルショッカー軍団に立ち向かう。
創世王になり損ねた邪眼に憎まれており、第6章で人質にされ、キングストーンを奪われかけたが、シャドームーンに救われる。
同じ名前ということからゲルショッカー大幹部であるブラック将軍とは確執がある。
シャドームーン / 秋月信彦
声 - 黒田崇矢
光太郎と同じく1988年8月、世紀王同士の闘いに割り込んできた邪眼を敵視し、一人陰ながら邪眼の野望を追っていた。
第6章でBLACKのキングストーンを奪おうとしたヒルカメレオン転生体をサタンサーベルで倒し、結果的にはBLACKを助けることになるも、邪眼の力の前に敵わず姿を消す。
仮面ライダーアギト / 津上翔一（本名：沢木哲也） ※
声 - 賀集利樹★
2004年4月、アンノウンとの闘いを終え3ヶ月後、平穏な日々を送っていたが、悪の気配に感応し原子力発電所として再稼動していた発電所を訪れた。
地獄大使の指揮による世界征服の拠点とする「巨大基地開発計画」を阻止するために邪眼の甦らせた地獄大使のショッカー軍団に立ち向かう。
他の仮面ライダーと関わったことで、自らを「仮面ライダーアギト」と名乗ることになる（ただし、仮面ライダーを「アギトの力を持つ者」と認識している）。
通常はグランドフォームで行動するが、バーニングフォーム、シャイニングフォームは必殺技を使用する際にのみ登場。
仮面ライダーギルス / 葦原涼
声 - 高塚正也
アギト/津上翔一の仲間。2004年の時代で活躍。
第5章前半の終わりで海底基地の崩壊寸前に道に迷ったアギトに助言を与えてから消え、同章後半ではシードラゴンI - III世の出現により危機に陥ったアギトを助けるために駆けつけ、ヒールクロウの一撃でIII世を撃退した。

### 敵キャラクター
邪眼
声 - 柴田秀勝
本作品の最終ボス。これまでダブルライダーに倒された怪人たちを復活・強化させ、怪人たちをさまざまな時代に送り込んで人類の歴史を塗り替えようと企んでいる生命体。その正体はゴルゴムの創世王になれなかった5万年前の世紀王である。2001年にアンノウンの闇の力に感応して蘇る。30年という長い年月をかけて生み出した肉体を新たに手に入れ、創世王となるためにBLACKのキングストーンを狙う。2周目からは、ライダーの姿を模した「究極体」へと変身する。ラストは4人のライダーキックで消滅する。
ゾル大佐
声 - 高塚正也
1972年の世界でビールスガスによる「人口生産計画」を巡って本郷猛/仮面ライダー1号と戦う。
第5章後半で狼男に変身して対決。
死神博士
声 - 池水通洋
1974年の世界で大地震と戦闘員の強化を行い風見志郎/仮面ライダーV3と戦う。
第5章の後半でイカデビルに変身して対決。また第5章では第3章で倒されたザンジオーを強化改造して復活させた。
ブラック将軍
声 - 黒田崇矢
1988年の世界で「人間溶解ガス大量生産計画」を巡り南光太郎/仮面ライダーBLACKと戦う。
BLACKとの初対面時、同じ名前であることから第5章の前半ではお互いの確執が見られたまま、ヒルカメレオンに変身して対決。死亡後は第6章において転生体となって復活、BLACKのキングストーンを奪おうとしたがシャドームーンによって葬られる。
地獄大使
声 - 沢りつお
2004年の世界で「巨大基地開発計画」を巡って津上翔一/仮面ライダーアギトと戦う。
第5章の後半でガラガランダに変身して対決。
戦闘員
幹部や怪人の手足となって働く構成員。本作品ではショッカーの黒・赤・骨、ゲルショッカーの戦闘員・科学者が出てくる他、ゲームオリジナルの筋骨隆々の強化戦闘員（黒・赤）も登場する。
第1章
- セミミンガ（声 - 槐柳二★）
- カミキリキッド（声 - 田中亮一）

第2章
- サソリトカゲス（声 - 田中亮一）
- イソギンジャガー（声 - 辻村真人★）

第3章
- ギルガラス（声 - 田中亮一）
- ナマズギラー（声 - 沢りつお）
- カメストーン（声 - 辻村真人★）
- ザンジオー（声 - 辻村真人★）

第4章
- エイキング（声 - 槐柳二）
- 蜂女（声 - 中谷ゆみ）

第5章
- サラセニアン（声 - 沢りつお）
- ワシカマギリ（声 - 沢りつお）
- ガニコウモル（声 - 池水通洋★）
- イモリゲス（声 - 槐柳二）
- ナメクジラ（声 - 辻村真人★）
- ヒルゲリラ（声 - 槐柳二）
- ハエトリバチ（声 - 槐柳二）
- ゴースター（声 - 田中亮一）
- ウツボガメス（声 - 槐柳二）
- ヒルカメレオン（声 - 辻村真人★）
- 蜘蛛男（声 - 槐柳二★）
- アルマジロング（声 - 池水通洋★）
- ミミズ男（声 - 田中亮一）
- ギリザメス（声 - 田中亮一）
- シオマネキング（声 - 沢りつお★）
- シードラゴン（声 - 田中亮一）
- ドクガンダー（声 - 辻村真人★）
- イソギンジャガー転生体（声 - 辻村真人）※本作オリジナル
- ザンジオー強化体（声 - 辻村真人）※本作オリジナル
- イカデビル（声 - 田中亮一）
- ガラガランダ（声 - 槐柳二）
- 狼男（声 - 池水通洋★、沢りつお〈実験体〉）
- サソリトカゲス転生体（声 - 田中亮一）※本作オリジナル

## 備考
- データロード時、ナレーションの中江真司によるガイド音声が入る。また、データセーブ時、設定変更時などには現在操作中のライダーを演じる俳優によるガイド音声が入る。
- 1号とV3のみ、バイクで敵と戦うバイクモードがある。
- 戦った怪人は「MUSEUM」で閲覧することが可能になる。また、本編中で隠されたアイテムを発見すれば、アイテムに対応した怪人と好きなライダーで戦えるモードも存在する。ただし、4大幹部・サボテグロン・ヒルカメレオン転生体も登場すれば「MUSEUM」で閲覧するが、対戦モードでは使用できない。また作業員は「MUSEUM」には存在しない。
- 邪眼の声を演じた柴田秀勝は、『仮面ライダーストロンガー』のジェネラルシャドウと『仮面ライダーBLACK RX』のジャーク将軍（2代目）で仮面ライダーシリーズに出演した経験がある。
- 怪人の声を演じた田中亮一は『仮面ライダー』には実際には出演していないが、今回はすでに故人となっている八代駿の代役を中心に怪人を演じている。同じく西崎章治、山下啓介、峰恵研が演じた怪人は槐柳二が、関富也（現：トミー関）、梶哲也、谷津勲、鈴木利秋が演じた怪人は沢りつおが後任を務めている。また池水通洋、沢りつお、辻村真人、槐柳二の4名は当時と変わらぬキャスティングで数十年ぶりにかつて演じた怪人を演じている。

## 関連書籍
- 仮面ライダー 正義の系譜 パーフェクトファイル (Kadokawa game collection) ISBN 4-04-707142-0 角川書店 2003年12月
- 仮面ライダー 正義の系譜 パーフェクトガイド (The PlayStation2 BOOKS) ISBN 4-7973-2583-6 ソフトバンクパブリッシング 2003年12月